# Atlantis, the Lost Continent
Atlantis, the Lost Continent (cu sensul de Atlantida, continentul pierdut) este un film SF american din 1960 regizat de George Pal. În rolurile principale joacă actorii Anthony Hall, Joyce Taylor, Frank Dekova. Scenariul este scris de Daniel Mainwaring  după o piesă de teatru de Gerald Hargreaves. A fost distribuit de Metro-Goldwyn-Mayer.

## Prezentare
Filmul spune povestea lui Demetrios și a prințesei Antillia. Acțiunea are loc acum 3000 de ani în legendarul continent Atlantida în perioada Greciei antice. Demetrios este un simplu pescar grec. Într-o zi pe mare, el salvează o fată naufragiată.
Fata se dovedește a fi prințesa Antilia din Atlantida, iar Demetrios o însoțește pe Antilia acasă în țara ei. În Atlantida, Demetrios ajunge sclav. Regatul este condus de regele Cronus, tatăl Antiliei. Dar regatul are și un conducător secret, Sonoy Astrologul - un vrăjitor rău, căruia toată lumea se supune, inclusiv regele. Zaren dorește tronul pentru el, în acest scop este ajutat de Sonoy.
În regat este extras un mineral special, care are unele proprietăți interesante - mineralul este transparent și poate absorbi razele soarelui, acumulând energie termică, care poate fi folosită ulterior. Dar acest mineral are și o proprietate neașteptată - este posibil să fie transformat în arme din cristale care emit un fascicul de căldură special, precum un fascicul laser - acest fascicul poate distruge orice într-o clipă.

## Actori
| Actor                       | Rol                         |
| --------------------------- | --------------------------- |
| Sal Ponti (ca Anthony Hall) | Demetrios                   |
| Joyce Taylor                | Prințesa Antillia           |
| John Dall                   | Zaren, uzurpator            |
| William Smith               | Căpetenia gărzilor          |
| Edward Platt                | Azar, Marele Preot          |
| Frank DeKova                | Sonoy Astrologul            |
| Berry Kroeger               | Surgeon                     |
| Edgar Stehli                | Regele Cronus Kronos        |
| Wolfe Barzell               | Petros, tatăl lui Demetrios |
| Jay Novello                 | Xandros, sclavul grec       |
| Paul Frees                  | Narator/diferite voci       |